# NGC 841
NGC 841 je spirální galaxie s příčkou v souhvězdí Andromedy. Její zdánlivá jasnost je 12,6m a úhlová velikost 1,8′ × 1,0′. Je vzdálená 209 milionů světelných let, průměr má 110 000 světelných let. Je zdrojem silného záření v rentgenovém oboru. Galaxie je členem skupiny galaxii okolo galaxie NGC 841, jejímiž dalšími členy jsou NGC 834, NGC 845, UGC 1650, UGC 1673 a UGC 1721. Galaxii objevil 24. listopadu 1883 Édouard Jean-Marie Stephan.

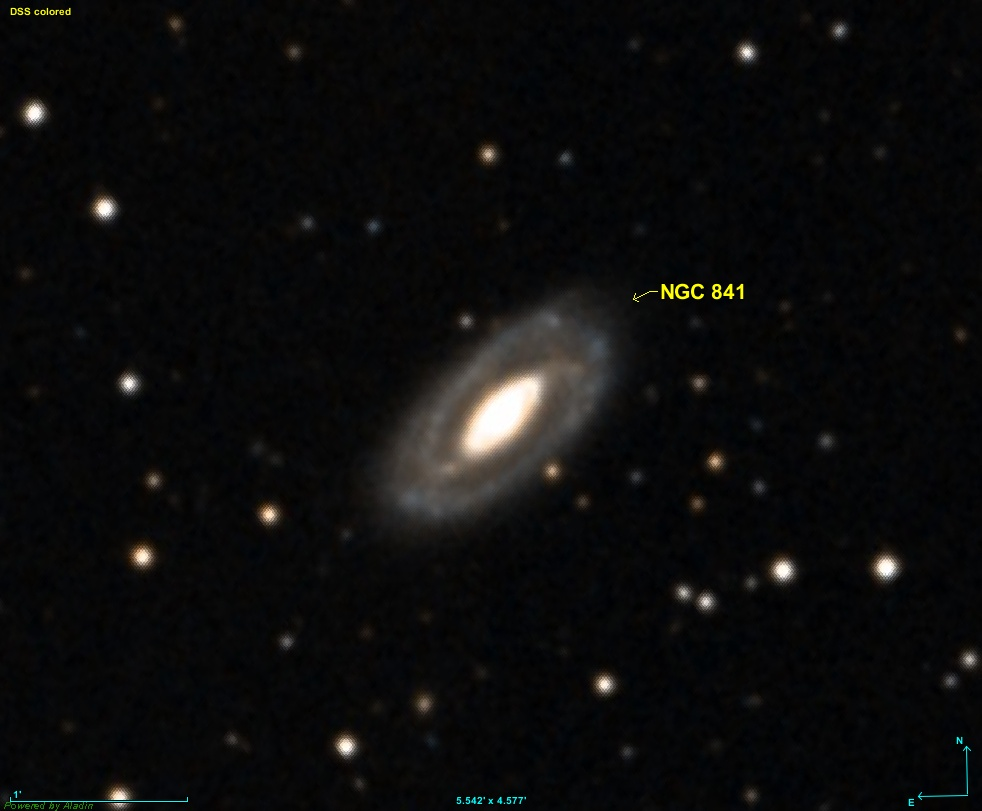
NGC 841